# أيونا موريس
أيونا موريس (بالإنجليزية: Iona Morris)‏ هي ممثلة أمريكية، ولدت في 23 مايو 1957 في كولومبوس في الولايات المتحدة.

## وصلات خارجية
- أيونا موريس على موقع IMDb (الإنجليزية)
- أيونا موريس على موقع قاعدة بيانات الفيلم (الإنجليزية)
- أيونا موريس على موقع ANN person (الإنجليزية)